# Vejvodova
Vejvodova ulice na Starém Městě v Praze spojuje ulice Jilská a Michalská. Nazvána je podle Jana Václava Vejvody ze Stromberka, který byl v letech 1745-57 primátor Starého Města Pražského a v ulici na čísle 2 vlastnil honosný dům.

## Historie a názvy
Názvy ulice se měnily:
- od počátku 17. století - "Míčová" ("Ballgasse") podle domu Míčovna, kde se hrala míčová hra podobná tenisu
- polovina 19. století - "Bálová" z "Ballgasse", ale pak opět "Míčová"
- od roku 1870 - název "Vejvodova".

## Budovy, firmy a instituce
- Míčovna - Vejvodova 1, Kulturní památka České republiky[3]
- Dům U Vejvodů - Vejvodova 2
- restaurace Vejvodovka - Vejvodova 4[4]
- Dům U Tří žaludů - Vejvodova 6[5]
- Dům U Tří zlatých štiček - Vejvodova 8[6]